# Buthus atlantis
Buthus atlantis es una especie de escorpión del género Buthus, familia Buthidae. Fue descrita científicamente por Pocock en 1889.
Se distribuye por Marruecos y Argelia. La especie se mantiene activa durante los meses de abril, septiembre y octubre.